# Rhyzz
Rhyzz（りず）は日本のシンガーソングライター。血液型はO型。身長173cm。

## 来歴
東京都墨田区で生まれ、東京都荒川区で育つ。

2000年にシンガーソングライターとしての活動を始める。ソロアーティストとして、ディナーショーやその他ライブイベントの前座を務める。

2006年から友人らとヒップホップグループEAST UPPER GROUNDを結成し都内で活動を始める。ライブを重ねるが2007年に活動休止。同年ソロ活動を始める。

2009年ジャジーヒップホップのコンピレーションアルバム『IN YA MELLOW TONE 5』に日本人初となる参加を果たす。

2014年、TSUTAYAレンタル限定アルバムとしてリリースした『ボクノオト』がTSUTAYAレンタルランキングにランクイン。
リード曲『約束』はレコチョクにてデイリーランキング最高2位を記録する。

YouTubeのチャンネル総再生回数は100万回を超え、ミュージックビデオやリリックビデオの他に『いきあたりばったりテレビジョン』を不定期更新するなど人気チャンネルとなっている。

2019年自身が手がけるアパレルブランド「EURROPA（エウロパ）」を始動させる。性別や年代、場所にとらわれることなく楽しめるスタイリッシュで温かいユーモアあるデザインはこども心や遊び心を忘れないRhyzzならではの独創的で魅力的なブランドである。

## 人物・エピソード
- Rhyzz名義の楽曲の作詞は全て自身で書いており、男女共に共感できる歌詞には定評がある。

## ディスコグラフィ

### アルバム
| #   | 発売日         | タイトル        | 販売形態 | 販売形態               |
| --- | -------------- | --------------- | -------- | ---------------------- |
| 1st | 2014年5月21日  | ボクノオト      | CD       | CD/TSUTAYAレンタル限定 |
| 1st | 2014年6月25日  | キミノオト      | CD       |                        |
| 2nd | 2014年10月22日 | ギュッ          | CD       | CD/TSUTAYAレンタル限定 |
| 2nd | 2014年11月5日  | もっとギュッ    | CD       |                        |
| 3rd | 2015年10月21日 | BUBBLEGUM BEATS | CD       |                        |

### デジタルシングル
| ＃  | 発売日         | タイトル                       | 販売形態 | 販売形態                                       |
| --- | -------------- | ------------------------------ | -------- | ---------------------------------------------- |
| 1st | 2022年6月21日  | 華紅翠聴-Sakura memory         | DL       | otokaze Celebration ＜完全限定プレス盤＞に収録 |
| 2nd | 2022年12月12日 | 何度観た映画のワンシーンよりも | DL       |                                                |
| 3rd | 2025年6月25日  | 月のしずく                     | DL       |                                                |

### 客演
- forever feat.Rhyzz（2020年）

- 夏恋 回想録 (feat. Jas Mace, Rhyzz, & Yuki Watanabe) （2017年）

【Degital Album】『夏恋 回想録』に収録
- サヨナラ。/ミクロミカ feat.Rhyzz

【Album】ミクロミカ『Be myself』に収録（2016年）
- SAVE THE FLAVOR PT.4 （2016年）

【DEGITAL SINGLE】Rhyzz x OTOKAZE
- Mother's Love/The 49ers feat.Rhyzz&BeLL（2012年)

【Album】『World Record』に収録

- 夏恋/otokaze feat.Rhyzz&BeLL&Jas Mace(The 49ers)（2012年)
- Go/kid classic feat. Rhyzz&Natalia（2010年)

【Album】『IN YA MELLOW TONE 5』に収録

## 主な出演

### テレビ
- ミュージックドラゴン（2014年10月25日 スタジオライブ『夏ノ幻』とインタビュー出演）[5]

### ライブ
- RISING PEACE FES 2015 in NAGASAKI[6]

## 関連人物
- QUASARJAPAN - 楽曲配信及び公式サイトなどをサポート。